# James Parks
Pour les articles homonymes, voir Parks.
James Parks est un acteur américain né le 16 novembre 1968, dans le comté de Ventura en Californie. Il est le fils de l'acteur Michael Parks avec qui il apparaît dans Kill Bill : Volume 1 et Boulevard de la mort de Quentin Tarantino.

## Filmographie
- 1990 : Blind Vengeance (téléfilm) : Will Sharkey
- 1991 : Line of Fire: The Morris Dees Story (téléfilm) : Tiger Knowles
- 1991 : Conagher (téléfilm) : Curly
- 1992 : Twin Peaks: Fire Walk with Me : mécanicien de la station service
- 1996 : Les Mutants (Alien Nation: The Enemy Within) (série télévisée) : Pursuer
- 1996 : Apollo 11 (téléfilm) : un homme au bar
- 1997 : Rough Riders (mini-série) : William Tiffany
- 1997 : L'Antre de Frankenstein (House of Frankenstein) (téléfilm) : Quinn
- 1998 : Buffy contre les vampires (série télévisée) : Tector Gorch (Saison 2, épisode 12)
- 1999 : Le Dernier Justicier (You Know My Name) (téléfilm) : Alibi Joe
- 1999 : Une nuit en enfer 2 : Le Prix du sang (From Dusk Till Dawn 2: Texas Blood Money) (vidéofilm) : Député McGraw
- 2000 : $pent : Grant
- 2002 : Crocodile 2 (Crocodile 2: Death Swamp) : Squid
- 2003 : Stargate SG-1 (Stargate SG-1) : Commandant Pharrin
- 2003 : Kill Bill : Volume 1 (Kill Bill: Vol. 1) : Edgar McGraw
- 2005 : Daltry Calhoun : Arlo
- 2005 : House of the Dead 2 (téléfilm) : Bart
- 2006 : The Darkroom : Dwayne
- 2006 : 8 jours pour mon fils (Eight Days to Live) (téléfilm) : Anderson
- 2006 : The Listening : Anthony Ashe
- 2006 : Islander : Pokey
- 2006 : Trailer Talk : Patrick
- 2007 : Fighting Words : Fresno Pete
- 2007 : Grindhouse en programme double (Grindhouse) : Edgar McGraw (segment Death Proof)
- 2007 : Boulevard de la mort (Death Proof) : Edgar McGraw
- 2008 : Noble Things : J. C.
- 2008 : Three Priests : Johnny
- 2008 : True Blood (série télévisée) : Mack Rattray (Saison 1, épisodes 1 et 2)
- 2010 : Rubber
- 2011 : True Blood (série télévisée) : Mack Rattray (Saison 4, épisode 3)
- 2011 : Red State
- 2012 : Django Unchained : Tracker Catfish
- 2015 : Les Huit Salopards (The Hateful Eight) de Quentin Tarantino : O.B. Jackson